# Jurman
Jurman je priimek v Sloveniji, ki ga je po podatkih Statističnega urada Republike Slovenije na dan 1. januarja 2010 uporabljalo 276 oseb.

## Znani nosilci priimka
- Benjamin Jurman (*1941), psiholog
- Janez Jurman (*1946), smučarski skakalec
- Nika Jurman, režiserka, scenaristka, animatorka
- Urša Jurman, umetnostna zgodovinarka, ...